# Temptation (Heaven 17)
Temptation è un singolo del gruppo britannico Heaven 17, originariamente pubblicato nell'aprile 1983, che ha raggiunto la seconda posizione nella classifica inglese. Questo è stato il secondo singolo tratto dal loro secondo album, The Luxury Gap, dopo Let Me Go nel novembre 1982. Temptation è stato certificato disco d'argento dalla BPI nel maggio 1983, per vendite superiori a 250.000 copie.

## Composizione e registrazione
Martyn Ware ha spiegato così l'argomento della canzone: "Mi sono svegliato una mattina e ho pensato che dovevo scrivere una canzone sul sesso, non avevo mai scritto prima una canzone sul sesso. Quindi la canzone parla dell'aumento della tensione sessuale; ha accordi che continuano a salire come una scala Escher e alla fine c'è questa grande liberazione."  Glenn Gregory, leader del gruppo, in seguito ricordò di aver riso "quando Martyn entrò e disse di aver avuto questa grande idea per una canzone basata sulla preghiera del Signore con una struttura di accordi senza fine" (la frase "non indurci in tentazione" è presa dalla Padre nostro).
Carol Kenyon ha prestato la voce e ha continuato a lavorare con il gruppo negli album Pleasure One e Teddy Bear, Duke & Psycho. La canzone presentava un'orchestra di sessanta elementi, arrangiata e diretta da John Wesley Barker, che era anche presente nel singolo Come Live with Me e in una terza traccia dell'album. In un'intervista del 2016 Ware ha affermato di aver detto a Barker che voleva che l'arrangiamento fosse "ampio ed espressionista", dando il tema di Il grande paese come esempio del tipo di suono richiesto.

## Esecuzioni rilevanti
Gli Heaven 17 hanno eseguito questa canzone nella millesima puntata di Top of the Pops nel 1983.

## Video musicale
Il videoclip di Temptation è stato diretto da Steve Barron. Mostra il gruppo vestito di nero in un ambiente in stile espressionista tedesco, ma in alcuni segmenti si assiste a una sorta di patto col diavolo stipulato tra un ambiguo imprenditore-predicatore (interpretato dal frontman Glenn Gregory) e una ragazza nera inizialmente goffa, sciatta e sessualmente inibita (impersonata dall'attrice e modella Gillian de Terville), che acquisisce disinvoltura e fascino seguendo le indicazioni dell'uomo salvo poi essere assalita dai sensi di colpa. Carol Kenyon, che dà voce alla de Terville, non appare nel video, a causa di un disaccordo sul compenso per le riprese.

## Remix e ri-registrazione
Nel 1992, la canzone è stata remixata dai Brothers in Rhythm e pubblicata il 9 novembre 1992. Questa versione si è classificata al numero 4 della classifica inglese, e ha raggiunto il numero 1 della UK Dance Chart. Il remix del 1992 di Temptation è stato certificato argento dalla British Phonographic Industry nel gennaio 1993, per vendite superiori a 200.000 copie.
Nel 2008, la canzone è stata ri-registrata per l'album Naked as Advertised, con Billie Godfrey come cantante ospite. Il 19 ottobre 2010, Gli Heaven 17 hanno eseguito la canzone in Later... with Jools Holland su BBC Two nel Regno Unito.

## Versioni
Agli NME Awards 2007, Jarvis Cocker e Beth Ditto hanno eseguito Temptation e l'hanno pubblicata come singolo di beneficenza.
I Cradle of Filth hanno interpretato la canzone nel 2006 nel loro album Thornography .
Gli Heaven 17 hanno collaborato ad una nuova versione della canzone con La Roux ai Maida Vale Studios il 26 gennaio 2010 per BBC 6 Music. A Glastonbury il 25 giugno 2010, Glenn Gregory è stato invitato sul palco per eseguire nuovamente la versione con La Roux durante il loro set.

## Riferimenti nella cultura popolare
Temptation è stata utilizzata nel film Trainspotting del 1996 e appare nel secondo volume della colonna sonora ufficiale.